# Chyliza kaplanae
Chyliza kaplanae är en tvåvingeart som beskrevs av Shatalkin 1998. Chyliza kaplanae ingår i släktet Chyliza och familjen rotflugor. Inga underarter finns listade i Catalogue of Life.